# Língua vaeakau-taumako
Vaeakau-Taumako (antes chamada Pileni) é uma língua polinésia falada em algumas das Ilhas Reef, bem como nas Ilhas Taumako (também conhecidas como Ilhas Duff) na província de Temotu, Ilhas Salomão.
É falada por cerca de 1.660 pessoas (1999) nas Ilhas Taumako, enquanto que nas Ilhas Reef, é falada em Aua, Matema, Nifiloli, Nupani,  Nukapu e Pileni. Os falantes são considerados como descendentes de pessoas de Tuvalu.
A língua tem sido tradicionalmente considerada com parte do grupo das línguas Futúnicas (de Wallis e Futuna.das Polinésias, mas um estudo de 2008 baseado exclusivamente em evidências lexicais concluiu que esta associação é fracamente suportada.

## Fonologia

### Vogais
Vaeakau-Taumako não varia do sistema vogal padrão polinésio e austronésio, com cinco vogais que podem ser usados em uma forma longa ou curta. As vogais curtas encontradas nas sílabas finais das palavras são frequentemente surdas ou surdas, mas os vogais longos na mesma posição são sempre enfatizados. Há pouca variação alofônica entre as pronúncias de vogal. 
|         | Anterior     | Central      | Psterior     |
| ------- | ------------ | ------------ | ------------ |
| Fechada | i: /i/ e /ī/ |              | u: /u/ e /ū/ |
| Medial  | e: /e/ e /ē/ |              | o: /o/ e /ō/ |
| Aberta  |              | a: /a/ e /ā/ |              |

As sequências vogais em Vaeakau-Taumako normalmente não são tratadas como ditongos, pois não são totalmente reduplicadas, como mostra a palavra "holauhola". Isso apesar dos vogais na palavra original serem pronunciados como um ditongos.

### Consoantes
A língua Vaeakau-Taumako tem um dos sistemas de consoantes mais complexos das línguas polinésias, com 19 fonemas distintos, além de uma grande quantidade de variação entre os dialetos. / b / e / d / são encontrados principalmente em palavras de outras línguas.
Sons aspirados são característicos da língua e são tipicamente fortes e audíveis. No entanto, o uso de sons aspirados varia entre os dialetos, o suficiente para que seja difícil identificar um padrão consistente além de notar que eles sempre ocorrem no início das sílabas tônicas.
|               |                                            | Labial | Denti-alveolar | Velar |
| ------------- | ------------------------------------------ | ------ | -------------- | ----- |
| Oclusiva oral | lenis, não aspirada lenis, aspirada fortis | p pʰ b | t tʰ d         | k kʰ  |
| Nasal         | lenis, não aspirada lenis, aspirada        | m mʰ   | n nʰ           | ŋ ŋʰ  |
| Lateral       | lenis, não aspirada lenis, aspirada        |        | l lʰ           |       |
| Fricativa     | fortis lenis                               | v      | s              | h     |

## Morfologia

### Pronomes
Os pronomes Vaeakau-Taumako distinguem entre pronomes da 1ª, 2ª e 3ª pessoa. Existem algumas distinções inclusivas e exclusivas,  variações para singular, dual e plural em todos os casos. Não há distinções de gênero. Há variações no sistema de pronomes para os dialetos de Vaeakau-Taumako que podem se tornar bastante complexas, portanto, para simplificar, apenas as formas gerais são registradas aqui.
|          |                                                                   | Padrão                                                     | Coloquial                      |
| -------- | ----------------------------------------------------------------- | ---------------------------------------------------------- | ------------------------------ |
| Singular | 1ª pessoa 2ª pessoa Terceira pessoa                               | "iau, au" koe I a                                          |                                |
| Dual     | 1ª pessoa inclusiva 1ª pessoa exclusiva 2ª pessoa Terceira pessoa | thaua mhuaua khoulua, kholua lhaua                         | haua houlua, holua haua        |
| Plural   | 1ª pessoa inclusiva 1ª pessoa exclusiva 2ª pessoa Terceira pessoa | "isso aí" "mihatou, mhatu" khoutou, khotou "lhatou, lhatu" | hatou, hatu houtou hatou, hatu |

#### Pronomes vinculados do sujeito
A linguagem também apresenta pronomes sujeitos vinculados, que agem como clíticos no marcador de aspecto tempo-aspecto-modo do verbo do constituinte. Eles não são obrigatórios de usar. A presença do "u" tem variação livre por escolha do interlocutor, mas geralmente são menos prevalentes nas formas coloquiais. 
|          |                                                                   | Padrão                                   | Coloquial               |
| -------- | ----------------------------------------------------------------- | ---------------------------------------- | ----------------------- |
| Singular | 1ª pessoa 2ª pessoa Terceira pessoa                               | u =, ku = ko = ø                         |                         |
| Dual     | 1ª pessoa inclusiva 1ª pessoa exclusiva 2ª pessoa Terceira pessoa | tha (u) = mha (u) = khol (u) = lha (u) = | ha = hol (u) = ha =     |
| Plural   | 1ª pessoa inclusiva 1ª pessoa exclusiva 2ª pessoa Terceira pessoa | que (u) = mhat (u) = khot (u) = lhat(u)= | hat(u)= hot(u)= hat(u)= |

#### Pronomes hipotéticos
As pessoas dual, plural e 2ª do singular têm pronomes específicos usados nas frases imperativa e exortativa]. 
|                     | Singular | Dual | Plural            |
| ------------------- | -------- | ---- | ----------------- |
| 1ª pessoa inclusiva |          | ta   | tatu, hatu, tatou |
| 1ª pessoa exclusiva |          | ma   | matu              |
| 2ª pessoa           | ko       | Lu   | tu                |
| Terceira pessoa     |          | la   | "latu, hatu"      |

#### Pronomes enfáticos
Quando o sujeito e o objeto direto de uma sentença são os mesmo, normalmente é usada a repetição do pronome independente no lugar das duas posições do argumento. No entanto, existe um conjunto de pronomes correferenciais enfáticos usados para o objeto direto se referir a alguém ou a um grupo de pessoas agindo sozinhas
|                     | Singular | Dual     | Plural    |
| ------------------- | -------- | -------- | --------- |
| 1ª pessoa inclusiva |          | okhitaua | okithatou |
| 1ª pessoa exclusiva | okhoiau  | okhimaua | okimhatou |
| 2ª pessoa           | okhoe    | okhoulua | okhoutou  |
| Terceira pessoa     | okhoia   | okhilaua | okilhatou |

#### O pronome geralnga
A palavra  nga  funciona como um pronome com uso específico. É um pronome da terceira pessoa, mas carece de especificação para o número, sendousado para se referir aos referentes no singular e no plural. Normalmente, é uma referência anafórica a um referente mencionado anteriormente. 

## Posse

### Controle
Embora seja comum para as línguas polinésias distinguir entre alienabilidade e inalienabilidade nos possessivos], esse não é o caso para Vaeakau-Taumako. Essa distinção existe, porém ela marca o controle - não do item em si, mas do relacionamento possessivo.

#### A-possessivos
Os relacionamentos que podem ser iniciados ou encerrados livremente, como itens que podem ser comprados, vendidos ou distribuídos à vontade, são marcados com o possessivo.

#### O-possessivos
Os relacionamentos que estão fora do controle pessoal do possuidor, como partes do corpo e relacionamentos de parentesco, são marcados com o-possessivos. 
Alienabilidade e inalienabilidade
Em vez de possessivos a e o, a alienabilidade e inalienabilidade em Vaeakau-Taumako são distinguidas pelo uso de pronomes possessivos pré-nominais ou pós-nominais.

#### Pronomes possessivos
Os pronomes possessivos pré-nominais ocorrem diretamente antes dos substantivos possuídos e são tipicamente usados para relacionamentos inalienáveis, como termos de parentesco e partes do corpo plurais do possuidor. As formas possessivas singulares fazem uma distinção adicional entre o singular e o plural da entidade possuída e codificam diretamente o possessivo. As formas dual e plural de possuidor são combinadas com as preposições possessivas a e o para expressar essa distinção, ou elas podem ocorrer sem uma preposição. 
|                                                                          |                                                                            | Singular possuído              | Plural possuído |
| ------------------------------------------------------------------------ | -------------------------------------------------------------------------- | ------------------------------ | --------------- |
| Singular 1ª pessoa 2ª pessoa Terceira pessoa                             | taku , toku / tuku "tau", "tō" tana , tona , tena , na                     | aku, oku au, ou / "ana", "ona" |                 |
| Dual 1ª pessoa inclusiva 1ª pessoa inclusiva 2ª pessoa Terceira pessoa   | ( a / o ) ta ( a / o ) ma ( a / o ) lu ( a / o ) la                        |                                |                 |
| Plural 1ª pessoa inclusiva 1ª pessoa exclusiva 2ª pessoa Terceira pessoa | ( a / o ) tatu ( a / o ) matu ( a / o ) koto , ( a / o ) tu ( a / o ) latu |                                |                 |

#### Possessivo pós-nominal
0 pronome possessivo pós-nominal sucede ao substantivo possuído e é usado para marcar relacionamentos alienáveis, como itens de propriedade. Eles não fazem distinção entre singular e plural do item possuído; em vez disso, a distinção é geralmente feita através da escolha do artigo que precede o substantivo possuído. Como nos pronomes possessivos pré-nominais, os possessivos pós-nominais são baseados nas preposições possessivas a e o, além de uma forma pronominal indicando pessoa e número do possuidor. Na forma singular, esse é o mesmo conjunto de sufixos encontrados nos possessivos pré-nominais, enquanto na forma dupla e no plural, é encontrado um conjunto distinto de formas de pessoa e número. Na terceira e na primeira pessoa, essas formas são idênticas aos pronomes pessoais independentes, exceto pela falta de aspiração no consoante inicial.

1ª pessoa inclusiva

1ª pessoa exclusiva

2ª pessoa

Terceira pessoa

|            | importante         | nós         |
| eu , eu    | encontrar          | nós         |
| Eu , Eu    | ambos , vocês dois | você , você |
| ana , then | os dois            | eles        |

### Sufixos possessivos
Os sufixos possessivos  -ku  (1ª pessoa),  -u  (2ª pessoa) e  -na  (3ª pessoa) se aplicam a um conjunto restrito de substantivos de parentesco:  tama  /  mha  'pai',  hina  'mãe',  thoka  'irmão do mesmo sexo',  thupu  'avô' e  mokupu  'neto'. Esses substantivos não podem ocorrer sem a marcação possessiva, exigem um sufixo possessivo ou, no dual e no plural, um pronome possessivo pós-nominal. Uma construção alternativa é que esses substantivos usem o sufixo possessivo da terceira pessoa  -na  em combinação com um pronome possessivo pré-nominal ou uma frase preposicional possessiva. A forma em  -na  deve, nesses casos, ser entendida como uma forma neutra ou não marcada, pois pode combinar-se com um pronome de qualquer pessoa e número; mas uma forma em  -na  sem nenhuma outra marcação possessiva é inequivocamente terceira pessoa. Substantivos além dos mencionados anteriormente não usam sufixos possessivos, mas combinam-se com pronomes possessivos.

## Negação
Vaeako-Taumako mostra negação em proibições (propriamente proibitivas, irrealis, no imperfeito, admonitórias), declarações (verbais e não verbais) questões polares e frases substantivas. Os morfemas de negação se comportam de maneira semelhante aos verbos em muitos aspectos, embora não usem marcadores de tempo, aspecto, tempo ou forme predicados independentes. No entanto, há casos em que eles tomam cláusulas de complemento e, por esse motivo, os morfemas de negação podem ser considerados uma subclasse do verbo.

### Proibição
As cláusulas proibitivas podem ser divididas em duas. Proibitivo  auā , (igual ao inglês 'não') e Admotório  na . Os proibitivos se padronizam de maneiras semelhantes e são mais frequentemente posicionados como causa inicialmente. As advertências se comportam e se distribuem de maneira ligeiramente diferente, conforme ilustrado abaixo.
As cláusulas negativas aparecem com apenas uma pequena variedade de marcadores de modo, aspecto e tempo. As cláusulas proibitivas geralmente não exibem nenhum marcador de modo, aspecto e tempo; caso contrário, os marcadores são prescritos como  na  irrealis ou  me . As cláusulas declarativas negadas geralmente ocorrem com  ne  perfeito ou imperfeito  no , com outras opções apenas representadas marginalmente nos dados coletados.

#### Proibitivoauā
auā  aparece inicialmente na cláusula, porém, partículas do discurso como  nahilā  ('tome cuidado, certifique-se') podem precedê-lo. Outros morfemas gramaticais, como artigos ou marcadores de tempo, aspecto ou modo, podem não precedê-lo, o que exclui  auā  da categoria verbal de Vaeakao-Taumako.
1.1
| auā      | t-a-u           | hano   |
| PROH SG. | SP-POSS-2G.POSS | ir. SG |

Auā tau hano!
‘Não vá.’  
No entanto,  auā  se comporta como um verbo, pois pode receber complementos orais, que geralmente são nominalizados ou o marcador irrealis  na  está presente (consulte a tabela 1.1.3).
A correlation exists between singular 2nd person subject and a nominalised clause although this correlation is not absolute.
1.1 a
| auā  | ko=no    | hualonga    |
| PROH | 2SG=IPFV | fazer ruído |

Auā ko no hualonga!
‘não faça ruído!’ 
Em contraste, os sujeitos duais ou plurais da 2ª pessoa atraem o marcador irrealis  na  para criar uma cláusula proibitiva.
1.1 b 
| auā  | kholu=na | ō     |
| PROH | 2DU=IRR  | ir.PL |

Auā kholuna ō!
‘Não vão|’ 
Nos conjuntos de dados de Næss, A. e Hovdhaugen, E. (2011), conforme implicado pela natureza imperativa do morfema, 'auā' tenderá a aparecer com os sujeitos da segunda pessoa como acima, embora ambos os sujeitos da 1ª e da 3ª também são encontrados.
1ª Person
1.1 c
| tatu          | noho  | themu, | auā  | hat=no       | holongā     |
| 1PL.INCL.HORT | ficar | quieto | PROH | PL.INCL=IPFV | fazer ruído |

Tatu noho themu, auā  hatno folongā
‘Todos nós devemos ficar quietos e não ser barulhentos.’ 
3rd Person
1.1 d
| o    | ia  | auā  | no   | kute-a | mai | t-o-ku              | mata | ia   | a iau    | auā  | t-a-ku              | kut-a  | ange       | o-na          | mata |
| CONJ | 3SG | PROH | IPFV | ver-TR | vir | SG.SP-POSS-1SG.POSS | olho | CONJ | PERS 1SG | PROH | SG.SP-POSS-1SG.POSS | see-TR | acompanhar | POSS-3SG.POSS | olho |

O ia auā  no kutea mai tuku mata, ia a iau auā  taku kuteange ona mata.
‘Ela não pode olhar para o meu rosto, e eu não posso olhar para o seu rosto.’ 
Auā  também é encontrado em conjunto com modificadores como  ala , que marca uma hipotética ou  oki , 'voltar, novamente'. (

##### auā-ala
1.1.1
| auā  | ala                | t-a-u | fai-a     | e       | anga     | e    | tapeo | i   | taha |
| PROH | HYP SG.SP-POSS-2SG | POSS  | fazer-TR. | SG. NSP | trabalho | GENR | mau   | LDA | side |

Auā ala tau faia e anga e tapeo i taha
‘Você não deve fazer coisas ruins lá para fora. '

##### auā - oki
1.1.2
| auā  | oki     | t-ō           | hai-a    | ange       | oki     | la   | mua   | nei   | oki     | la   |
| PROH | de novo | SG.SP-2S.POSS | fazer-TR | acompanhar | de novo | DM.3 | local | DEM.1 | de novo | DM.3 |

Auoki tō haiange oki la manei oki la
‘Nunca mais faça isso aqui.’ 

##### Irrealisna- imperfeitono
Irrealis  na  e imperfeito  no  seguem um padrão comum de aparecer na 2ª pessoa dual ou plural dentro da estrutura da cláusula proibitiva.
1.1.3 
| auā  | kholu=  | na    |
| PROH | 2DU=IRR | ir.PL |

Auā  kholuna  !
‘Não vão vocês dois!’ 
Instâncias de terceira pessoa são menos freqüentes e tendem a incluir o imperfeito “no” na posição de morfema  auā.
1.1.3 a
| a    | heinga | auā  | no   | hū       | ite | koe |
| COLL | coisa  | PROH | IPFV | esconder | LDA | 2SG |

A heinga auā  no hū  ite koe.
‘Nada será escondido de você.’

##### Admonitivona
na  se comporta de maneira semelhante a  aluā  apenas no sentido de que é a cláusula inicial, é classificada como partícula inicial da cláusula e deve ser acompanhada pelo marcador de clima de aspecto tenso  me , que age como um prescritivo.
1.1.4
| na    | me   | ta-ai  | te    | tangata |
| ADMON | PRSC | hit-TR | SG.SP | man     |

Na me teia te tangara!
‘Não mate o homem!’
Embora na também tenha uma segunda função, ele atua para apontar as consequências de desobedecer à ordem. Nesse papel, o  na  geralmente aparece sem  me , criando uma cláusula sem a marcação de clima de aspecto tenso.
1.1.4 a
| Meri | noho  | lavoi | na    | me   | sepe             |
| Mary | ficar | bem   | ADMON | PRSC | expor si próprio |

Meri noho lavoi, na me sepe.
‘Mary, sit properly, do not expose yourself.’

### Afirmação

#### Negação de frase verbal
A negação verbal é composta de três morfemas que agem de forma independente e podem ser entendidos como equivalentes em português de  siai   não ,  sikiai  'ainda não' e 'hiekh'  de modo algum '.

##### siai
e acordo com Næss, A. e Hovdhaugen, E. (2011), a pronúncia coloquial de  siai  é  hiai , no entanto, a forma escrita padrão é  siai .
 Siai  vem depois de argumentos pré-verbais, mas é colocado antes da partícula de clima de aspecto tenso e após o pronome clítico.
2.1.1
| ko  | ia  | siai | ne  | longo | ange       | ki | a    | sina | na       |
| TOP | 3SG | NEG  | PFV | ouvir | acompanhar | to | PERS | mãe  | 3SG.POSS |

Ko ia siai ne longo ange ki a sinana.
‘Ela não ouviu a mãe.’
Como no caso de  auā , partículas modificadoras, tradicionalmente encontradas após os verbos, podem aparecer depois  siai . Um exemplo disso é  loa , que é um marcador enfático.
Exemplo, siai loa.
2.1.1 a
| e   | mae     | loa  | te    | kai | ia   | siai | oki     | ne-i    | fui-a    | o-na          | mata |
| GNR | recusar | EMPH | SG.SP | eat | CONJ | NEG  | de novo | PFV-3SG | lavar-TR | POSS-3SG.POSS | olho |

E mae loa te kai ia siai oki nei fuia ona mata.
.’Ele se recusou a comer e também não lavou o rosto.’ 
Um exemplo adicional é a adição de  po , que geralmente serve para conectar uma cláusula de complemento.
2.1.1 b
| siai | po   | ke   | ila~ila   | sika    |
| NEG  | COMP | HORT | RED~olhar | correto |

Siai po ke ileila sika.
‘Ela não se sentia segura.’

##### sikiai, hikiai‘ainda não’
sikiai, hikiai  (onde  sikiai  é a expressão formal escrita de  hikiai  falada) aparece na mesma formação que acima de  siai , exceto que prossegue o argumento pré-verbal e precede qualquer marcador de tempo- aspecto-modor. Aparece com menos frequência e é frequentemente acompanhado pelo marcador perfeito  ne .
2.1.2
| A    | Osil   | sikiai  | ne  | ala  |
| PERS | Åshild | not.yet | PFV | wake |

A Osil hikiai ne ala.
‘Åshild ainda não está ativo.’

##### hiekhī/hiekhiē
Essa é a forma enfática do negador. Ele segue a mesma distribuição que  sia  e  sikiai  e é frequentemente acompanhado pelo modificador pós-nuclear  loa .
2.1.3
| hiekhī          | loa  | ne-i    | kute-a | te    | ali   | na   |
| de jeito nenhum | EMPH | PFV-3SG | ver-TR | SG.SP | solha | DM.2 |

Hiekhī loa nei kutea te ali na.
‘Ele não conseguiu mesmo encontrar o solha.’ 
Assim como em  siai   hiekhī , aparecem em conjunto com o complementador  po , embora com menor frequência.
2.1.3 a
| a    | thatou   | hiekhiē    | po   | no   | kutea  | i    | mui   | thatu=no      | utu~utu   | ai      | na    |
| PERS | 1PL.INCL | not.at.all | COMP | IPFV | see-TR | some | place | 1PL.INCL=IPFV | RED ~draw | OBL.PRO | DEM.2 |

A thatou hiekhiē po no kutea i mui thatuno utuutu ai na.
‘We had no idea where to draw water.’

#### Negação de frase não-nominal
Os mesmos negadores são usados nas cláusulas verbais acima.
2.1.4 
| a    | Malani | na    | siai | e      | vai   | ai      |
| then | Malani | DEM.2 | NEG  | SG.NSP | águar | OBL.PRO |

A Malani na siai e vai ai.
‘E Malani, não havia água lá.’

### Interrogação

#### Questão polar
Perguntas polares são comumente formadas de três maneiras. Uma cláusula declarativa com um aumento na entonação para marcar o interrogativo que requer a resposta binária, 'sim' ou 'não', da mesma forma que em português, pode ser usada. A segunda alternativa é a adição do negador verbal  (o) siai  '(ou) não' e a terceira é a adição do negador verbal  sikiai  (ainda não) se o interrogativo tiver um elemento temporal.
Interrogativo simples formado com cláusula declarativa:
3.1
| tha=ka       | ō     | mua?         |
| 1DU.INCL=FUT | ir.PL | simplesmente |

Thaka  ō mua?
‘Devemos ir?’
3.1 a
(o) siai
| E   | ai      | mua          | etai   | ne  | au  | o    | sai |
| GNR | existir | simplesmente | pessoa | PFV | vir | CONJ | NEG |

E ai mua etai ne au o siai? (NUP)
‘Alguém veio aqui?’ 
3.1 b
sikiai
| a    | hina-na      | ko-i     | taku-a   | ange       | po   | ke   | hano  | mua          | oi   | kute-a | mua          | a    | thaupē | po   | ka  | lanu  | o    | sikiai    |
| PERS | mãe-3SG.POSS | INCP-3SG | dizer-TR | acompanhar | COMP | HORT | go.SG | simplesmente | CONJ | ver-TR | simplesmente | PERS | lagoa  | COMP | FUT | subir | CONJ | ainda não |

A hinana koi takuange po ke hano moa oi kutea moa a haupƝ po ko lanu e hikiai?
‘A mãe dele disse para ele ir e ver se a maré ainda estava subindo.’

### Negação de frase nominal

#### Existência negada
Artigo não específico  e  pode ser usado para expressar 'existência negada', a menos que o substantivo possua um marcador possessivo. Nesse caso,  e  está ausente.
3.1.1
| siai | loa  | e      | mahila | k=u      | kapakapa | ai      | i   | hale |
| NEG  | EMPH | SG.NSP | faca   | HORT=1SG | trabalho | OBL.PRO | LDA | casa |

Hiai loa e mahila ku kapakapai i hale.
‘Não há faca para eu usar em casa.’ 

## Amostra de texto
Pai Nosso
Opa ieluna, Toinoa e Tapu. Te malama ou keau. Manai ei tulia e tonakau ke maoli i lalo nei mana koe eluna. Aumai anei ni kaikai ke taunatai mai anei. Koa manatua siakina alatu kaimauli, mana ko khimatou no manatua siakina alatu kaimauli. Aua to sukusukuane khimatou kia pio; Koa toa khimatou ia value. Niou to malama, ia a mana ia namalaama e takoto e takoto. Amen.